# Каудильйо

Штандарт Франциско Франко — каудильйо Великої Іспанії

Кауди́льйо (ісп. caudillo Spanish: [kawˈðiʎo]; Old Spanish cabdillo — «вождь») — військовий та політичний лідер в іспаномовних країнах.

## Походження поняття
Термін виник як титул військового командувача в Іспанії за часів Середньовіччя. Пізніше використовувався як назва політичного керівника. В другій половині XIX століття в Латинській Америці так називали керівників воєн з Іспанією за незалежність.
В 1937–1975 роках титул каудильйо носив генерал Франциско Франко.

## Використання поняття
Зараз цим терміном в Латинській Америці називають політичного чи військового лідера, що здійснює необмежену владу над військовою частиною, політичною партією чи бореться за встановлення диктатури над країною.

## Каудилізм
Каудилізм — система панування в країнах Латинської Америки диктаторів, що приходили до влади та правили за допомогою військового насильства.
Таке явище, як каудилізм, було характерним лише для країн Латинської Америки та являє собою систему політичної диктатури, яка встановилася у цих країнах у ХІХ ст. після завоювання ними незалежності.
Уся влада зосереджувалася в руках тих чи інших угрупувань, очолюваних диктаторами — каудильйо. Каудалізм мав місце в латиноамериканських країнах і на початку ХХ ст. Влада місцевих каудильйо була у Венесуелі, Панамі, Гаїті та інших країнах. Влада каудильйо встановлювалася найчастіше силою (в результаті військових переворотів) або за допомогою імітації виборів, та утримувалася завдяки силі армії, великим землевласникам та харизмі каудильйо. Деякі каудильйо утримували владу десятиріччями, інші — скидалися майже щорічно.
Каудилізм зазвичай прикривався ліберальними конституціями, які будувалися за структурою конституції США. Президент (каудильйо) був водночас головою держави та головою виконавчої влади. Водночас, за свого володарювання каудильйо мало зважали, або й взагалі нехтували чинною конституцією держави. Конституції не мали дійсної сили, і окрім того, були нестабільними: вони часто змінювалися та перероблювалися у відповідності до потреб певного режиму або до бажань певного каудильйо. В результаті, в Болівії, наприклад, конституція змінювалася 10 разів, а в Еквадорі — 13.
У XIX столітті латиноамериканська двопартійна система лише зовні нагадувала свій англійський прототип. І консерватори, і ліберали були в цей час партіями тільки в умовному сенсі. Вони залишалися насправді лише угрупуваннями, напівфеодальними кліками, що вели між собою війну. Їхнє політичне кредо виражалося не в програмних документах, а у відвертій ставці на певного сильного лідера (каудильйо), який бачить перед собою єдину мету — захоплення влади і створення нового авторитарного режиму.
Часто й самі каудильйо, спираючись на власні збройні загони, робили ставку на одну з двох партій, які конкурували. У випадку, якщо той чи інший каудильйо домагався посади президента республіки, він розглядав державний механізм як свою дідизну і без будь-яких утисків призначав на державні посади своїх партійних прихильників, розплачуючись тим самим за надані йому політичні послуги. Але й каудильйо в боротьбі за президентську владу не покладалися тільки на партійну підтримку.
Сама із себе опозиційна партія на виборах наперед не мала шансів на перемогу. Чинний президент і керівнича партія використовували будь-які засоби для того, щоб не поступитися своїм політичним противникам державною владою під час виборів. Вони використовували всі правові та неправові засоби, щоб чинити тиск на виборців, йшли на підкупи, вбивства політичних супротивників, на фальсифікацію підсумків виборів і т. д.
Саме тому каудильйо робили основну ставку не на вибори і свою «кишенькову» партію, а на захоплення влади насильницьким шляхом, насамперед на державні перевороти (пронунсіаменто). Трудящі маси, низи населення, що знаходяться у владі каудильйо і лише поверхнево сприйняли християнські заповіді, залишалися байдужими до цих державних переворотів і до долі демократичних інститутів у цілому.
Парадокс полягав у тому, що більшість диктаторів-каудильйо, попри найжорстокіші заходи, застосовувані до політичних противників, як правило, не могли довго зберегти у своїх руках державну (президентську) владу. На насильство з боку уряду його політичні опоненти також відповідали насильством. У результаті лише невелика кількість президентів у XIX ст. зберегли свій пост до закінчення терміну. Значна їх частина була не просто повалена в ході чергового перевороту, але й убита.
Феномен каудилізму нерозривно пов'язаний в Латинській Америці з тими винятковими привілеями, які зберегла за собою армія ще з епохи війни за незалежність. Авторитарні і диктаторські режими базувалися на мілітаризмі, який сягав своїм корінням у колоніальне минуле.
Вже незабаром після завоювання незалежності низка генералів і офіцерів, спираючись на свій військовий авторитет, на підтримку земельної олігархії та церкви, встановили у своїх країнах військові диктатури (Паес у Венесуелі, Санта-Крус у Перу, Флорес в Еквадорі тощо). Каудильйо були вихідцями з військової верхівки.
Політична нестабільність ставила армію у виключне становище, часто робила її арбітром в політичних конфліктах. Армія вважала себе поза конституцією. Після закінчення війни за незалежність протягом наступних десятиліть XIX ст. чисельність армії не тільки не скоротилася, а й збільшилася. Так, у маленькому Еквадорі всупереч обмеженням, встановленим безпосередньо в Конституції 1859 р., кількість високооплачуваних вищих військових чинів явно перевищувала всі національні потреби (6 маршалів, 6 дивізійних і 22 бригадних генерали).
У XIX столітті завдяки активному втручанню армії в політичне життя державні перевороти стали звичайним явищем в переважній більшості латиноамериканських республік. Їх число перевершило всі відомі попередні та наступні у світовій історії показники. З моменту завоювання незалежності і до кінця XIX ст. більш як сто переворотів у Латинській Америці закінчилися перемогою заколотників і поваленням старих урядів. Горезвісні латиноамериканські пронунсіаментос були не «революціями», як це зазвичай стверджували самі їх організатори, а типово військовими переворотами, які супроводжувалися простою зміною при владі різних фракцій керівничого блоку. Нові каудильйо мало що змінювали в наявній соціальній і політичній системі. Якщо вони виступали з обіцянкою реформ, то це було лише грубою популістською демагогією.
Таким чином, зворотною стороною каудилізму, як і будь-якого авторитаризму, побудованого на силі держави і на вмінні харизматичного лідера використовувати в політиці свої особисті якості, була його нестійкість. Каудильйо, як правило, швидко витрачав свій політичний авторитет, соціальна база його панування невблаганно звужувалася, а сам він ставав жертвою нової змови.
Характерні для Латинської Америки в XIX ст. величезні соціально-етнічні контрасти, злидні мас, їх безсилля перед всемогутньою державною владою неминуче викликали в міру подальшого розвитку суспільства чимраз більший соціальний і політичний протест. Але він в силу низького політичної свідомості низів суспільства не міг вилитися в організований рух проти диктаторських режимів і каудилізму як таких. Цей протест виступав у той час переважно у формі особистісних, локальних конфліктів.

## Передумови виникнення каудилізму
Через низку особливостей історії державного становлення країн Латинської Америки, яке ускладнювалося зовнішнім втручанням з боку Великої Британії і, особливо, США (яке все більше зростало впродовж XIX століття), переважна більшість латиноамериканських країн характеризувалася конституційною і політичною нестабільністю: конституція Чилі 1833 була вже восьмою всього за півтора десятиліття історії нової держави, з 72 урядів Мексики за XIX століття лише 12 здали повноваження мирно, в Парагваї з другої половини XIX століття президенти не утримували владу понад два роки, у Колумбії відбулося 27 громадянських війн.
Визначальний вплив конституційного досвіду колишніх метрополій (Іспанії та Португалії) і США зумовив встановлення в усіх державах республіканського ладу — навіть у випадках, коли внутрішня соціально-політична ситуація створювала передумови для конституційно-монархічного ладу. Механічне перенесення демократичних норм без адаптації до реальних потреб країн Латинської Америки, зокрема, відмова від монархії та відсутність дієвих державних та політичних структур, спричинили виникнення конституційної нестабільності і військової диктатури.
Політичні деформації конституційного ладу значно ускладнили нормальну еволюцію латиноамериканських суспільств аж до кінця XX століття. Вони постійно провокували громадянські війни, заколоти і зростання то прихованої, то явної зовнішньополітичної залежності урядів від великих західних держав, у першу чергу — від США. США, на підставі так званої «Доктрини Монро» вже в XIX ст. оголосили Латинську Америку зоною своїх переважних інтересів, а з початку XX ст. повели проголошену президентом Тафтом політику «активного втручання» у внутрішньополітичні справи нових держав.
У цих умовах прагнення до централізації управління всередині країни та надзвичайне значення влади президента викликали появу характерного тільки для Латинської Америки явища — каудилізму.
Слабкість політичних партій, без яких не могла скластися система міцного парламентаризму, була другим джерелом цього явища. Владу нерідко захоплювали вихідці з військових кіл, спираючись на армію і поширене в Латинській Америці невдоволення соціальних низів аристократією і багатими.
Такі каудильйо узурпували собі (або наділялися напівконституційним шляхом) диктаторські повноваження, включаючи право законотворчості — і перелаштовували згодом під себе конституційний лад.
Х. К. Маріатегі пише, що «Поява військових каудильйо була природним результатом розвитку подій у період революції, яка так і не привела до утворення нового панівного класу. У цих умовах влада неминуче повинна була потрапити в руки військових, які брали участь у революції: з одного боку, вони користувалися відомим авторитетом, пожинаючи плоди своєї військової слави, а з іншого — могли залишатися при владі, спираючись на силу зброї. Зрозуміло, каудильйо не був вільний від впливу класових інтересів чи інших соціальних сил, які боролися в той час між собою. Каудильо спирався або на розпливчастий і риторичний лібералізм міського „демосу“, або на колоніальний консерватизм землевласницької касти».

## Правова система та державний режим каудилізму
Особливістю диктаторських режимів у державах Латинської Америки було те, що вони зовні прикривалися демократичними конституціями.
Структура перших латиноамериканських конституцій і організація державних органів також випробували на собі помітний вплив європейського та північноамериканського конституціоналізму. Практично всі, навіть найбільш ранні конституції, містили декларації прав людини і громадянина та інші демократичні положення.
Перенесення передових демократичних державних інститутів на латиноамериканський ґрунт (виборність державних органів, політичні права і свободи тощо) носило чисто механічний характер, оскільки в жодній з латиноамериканських республік війна за незалежність не привела до корінних змін соціальної структури та політико-правових традицій. Тому в своєрідних умовах Латинської Америки передові конституційні ідеї зазнали істотних змін. У них отримали відображення особливості латиноамериканського суспільства першої чверті XIX ст. Еволюція латиноамериканського конституціоналізму до кінця цього періоду все більш виражалася в пошуках своїх власних конституційних зразків.
Конституції зазвичай закріплювали унітарний устрій держав, передбачали централізовану систему адміністрації при збереженні муніципального самоврядування. Бразилія, Аргентина, Мексика, Венесуела мали федеративний державний устрій, але в них федерація була не національною, а адміністративною.
Латиноамериканські конституції зазвичай передбачали широкі права глави держави, обраного населенням, а не парламентом. Зазвичай президент був і главою держави, і главою виконавчої влади. Він керував урядом, державним апаратом, збройними силами.
Парламенту за конституцією відводилася роль найвищого органу в державі. Однак, на практиці, законодавчий процес також контролювався главою держави. Він володів правом вето щодо законів, затверджених парламентом, міг видавати «декрети-закони» або «президентські закони». Президенти-диктатори або розпускали парламент, або жорстко контролювали процес обрання його членів, або просто ігнорували його існування та рішення.
Панівне становище в латиноамериканських державах займали великі землевласники. Вони не тільки зберігали незмінними свої великі володіння, але й розширювали їх. Останньою країною, в якій було скасовано рабство, були «Сполучені штати Бразилії» (1888).
Перша спроба оформлення за допомогою конституції нової влади була зроблена патріотичними колами Венесуели. Проголошена в 1811 р. конституція, що закріпила федеративний устрій республіки, копіювала багато положень конституційних документів США. Федеральна влада отримала право укладати договори, оголошувати війну, утримувати армію і флот, забезпечувати внутрішній порядок, стягувати податки і приймати закони з питань, що зачіпають інтереси федерації. Конституція гарантувала кожній провінції «суверенітет, свободу і незалежність» з усіх питань, що не були прямо делеговані федерації.
Федеральні органи створювалися за принципом поділу влади. Законодавча влада здійснювалася двопалатним Конгресом (Палата і Сенат), виконавча — консульської колегією з трьох осіб (під впливом французької Конституції 1799 р.), судова — Верховним судом і трибуналами.
Під впливом французьких правових документів Конституція Венесуели 1811 року (в подальшому це стало традицією для латиноамериканського конституціоналізму в цілому) містила велику кількість статей, присвячених загальним принципам організації влади і природженим правам людини.
Конституція проголошувала формальну рівність усіх громадян, у тому числі метисів та індіанців, і навіть наказувала в загальній формі провінційній владі вживати заходів щодо поліпшення становища «природжених громадян» — індіанців і зближення їх з «рештою громадян», зокрема відкривати для них школи та коледжі. У ній вказувалося, що землі, якими володіли індіанці, будуть закріплені за ними на праві власності.
Важливе значення мали також положення Конституції, що передбачають скасування дворянських, військових і церковних привілеїв. Разом з тим Конституція оголошувала католицьку релігію державною — «єдиною і винятковою релігією Венесуели». Прогресивні в цілому положення Конституції 1811 року припинили своє існування разом з падінням Першої Венесуельської республіки.
Перші конституції виявилися недовговічними і в інших латиноамериканських республіках. Це пояснювалося вже не зовнішніми факторами (військові поразки), а відсутністю політичної стабільності, постійними розбратами між групами феодально-клерикальної олігархії які конкурували, сепаратизмом окремих провінцій, не пов'язаних між собою міцними економічними зв'язками. Політична нестійкість визначила вже в перші роки існування латиноамериканських держав конституційну нестабільність.
Своєрідну спробу запобігти внутрішнім чварам і слабкості нової влади за допомогою ретельно розробленої державної організації почав у середині 20-х рр. Сімон Болівар. Він в принципі вважав за необхідне створення в Південній Америці єдиної централізованої держави, здатної протистояти іноземному втручанню.
Розроблена ним як «ідеальний зразок» Конституція Болівії 1826 року передбачала сильну центральну владу. У ній закріплювався принцип поділу влади, але поряд із законодавчою, виконавчою і судовою владою вона виділяла «виборчу владу». Останній Болівар, що стояв в цілому на демократичних позиціях, надавав велике значення. Але практично «виборчої владою», тобто правом участі у виборах, користувалися лише особи, які вміють читати і писати. Це виключало з політичного життя Болівії широкі маси, насамперед індіанців (писемні складали менше 10 % населення).
Законодавчий корпус включав три палати: Трибунат, Сенат і Цензорат. До відання законодавчої влади в цілому відносилися такі питання, як обрання президента, надання останньому особливих повноважень у разі війни або «надзвичайної небезпеки». Окрім того, кожна палата мала спеціальну компетенцію. Трибуни розробляли державний бюджет, пропонували закони, що стосуються розвитку промисловості, проведення земельної реформи. Сенатори готували кодекси, вносили пропозиції по судових реформах. Цензори зобов'язані були стежити за дотриманням конституції і законів, обирали на вищі судові і церковні посади, складали законопроєкти про друк, освіту, розвиток наук і мистецтва.
Конституція встановила наступну систему затвердження законів. Акти, прийняті Трибунатом, надходили в Сенат. Якщо сенатори висували заперечення, то доля закону залежала від цензорів. Цензори схвалювали акти, запропоновані сенаторами, і, навпаки, Сенат — акти, які надходили від цензорів. У разі розбіжності цих органів арбітром виступав вже Трибунат. Президент мав право відкладеного вето, яке конгрес міг подолати лише більшістю голосів всіх палат.
Виконавча влада вручалася незмінному президенту, який призначав віце-президента (за згодою палат) і міністрів. Віце-президент (на відміну від конституції США) був главою уряду. У цій якості він разом з одним з міністрів скріплював своїм підписом акти президента. Після смерті президента віце-президент заміщав посаду, що звільнилася і займав її також довічно.
Сильна президентська влада, трьохпалатний парламент та інші елементи конституції, що нагадували бонапартистські зразки, дали підставу супротивникам Болівара звинуватити його в прагненні до диктаторства. Але Болівар не припускав активного втручання президента у справи конгресу і відстоював ідею законності. Ряд демократичних принципів конституції, на його думку, дозволяв уряду використовувати сильну владу для прогресивних соціально-економічних перетворень, для приборкання свавілля і егоїзму латифундистських кіл.
Однак романтична надія Болівара вирішити складні суперечності латиноамериканського суспільства за допомогою лише чисто політичних засобів і простої централізації урядової влади виявилися нездійсненними. Реальна влада в Болівії, як і в інших латиноамериканських республіках, перебувала в руках великих власників, поміщиків і клерикалів. Вже в 1829 р., після повстання в армії, конституція 1826 року була скасована. У Болівії, як і в інших країнах Латинської Америки, почалася тривала смуга політичної нестійкості.
Каудилізм супроводжувався явищем конституційної інфляції. Виявлялося це в тому, що конституція країни не скасовувалася, але встановлені нею норми, принципи та інститути не діяли або діяли в неповній мірі. Іноді не функціонували окремі положення конституції, або вони реалізовувалися в спотвореному вигляді. Конституційній інфляції сприяла і часта зміна керівничих режимів, зміна конституцій (у Венесуелі — більш як 20 разів).
Каудильйо, що змінювали один одного при владі, та політичні угрупування, що їх підтримували, прагнули впровадити своїх ставлеників в державний апарат і посилити ідеологічний вплив на населення. У зв'язку з цим, а також в силу свого власного честолюбства новий каудильйо, як правило, відміняв раніше діяла конституцію і поспіхом організовував «прийняття» нової.
Зовні більшість латиноамериканських конституцій в XIX ст. зберігали певні демократичні форми, що стали по-своєму «священними», але в умовах авторитарного режиму вони були не більше ніж декорацією, неодмінною умовою «політичної гри». Ці конституції незмінно проголошували принцип поділу влади, виборність державних органів, демократичні права громадян. Реальна ж дійсність в латиноамериканських державах в XIX ст. була далека від конституційної законності і демократії.
Для відсторонення народних мас від участі в політичному житті встановлювалися прямі виборчі обмеження (майнові, освітні та інші цензи), які позбавляли більшу частину населення можливості участі у виборах, а отже, і будь-якого впливу на діяльність державних органів. Виборчі кампанії перетворилися на суцільний ланцюг прямого насильства з боку державної влади і підтасувань підсумків виборів. Практично на виборах завжди «перемагали» урядові кандидати, тому й парламенти в латиноамериканських республіках, як правило, були слухняним знаряддям у руках президентів-диктаторів.
Як один із засобів зміцнення «конституційного» ладу і забезпечення політичної стабільності в багатьох державах субконтиненту використовувався особливий правовий інститут — «стан облоги» (estado de sitio), який вперше був передбачений в Конституції Чилі 1833 року. Ця конституція, розроблена консерваторами, встановила в Чилі унітарну і жорстко централізовану республіку з сильним президентом на чолі. Вона примітна в тому сенсі, що, на відміну від інших латиноамериканських конституцій, являла собою документ, що діяв близько ста років.
Введення стану облоги (надзвичайного) стану було однією з прерогатив президентської влади і означало призупинення конституційних прав та гарантій громадян. Це узаконювало відкриту розправу уряду зі своїми політичними опонентами.
Конституційну історію латиноамериканських республік XIX ст. не можна розглядати, однак, тільки як дзеркальне відбиття інтересів та волі лише реакційних сил. У ній відбилися і всі складнощі розвитку етнічного та класового складу суспільства, суперечність формування єдиної національної державності, неминуче посилення буржуазних елементів у політичному житті, наростальна боротьба широких верств проти диктаторських режимів. В результаті цієї боротьби в деяких конституціях знайшли своє відбиття нові та прогресивні для своєї епохи ідеї та положення, а самі ці правові документи стали важливими віхами в історії світового конституціоналізму.